# Пруньи, Илона
Илона Пруньи (венг. Prunyi Ilona; род. 1 мая 1941 года, Дебрецен) — венгерская пианистка.

## Биография
Занималась музыкой с 6 лет. В 1964 г. окончила Будапештскую музыкальную академию имени Листа (1964), ученица Йожефа Гата (фортепиано) и Андраша Михая (камерный ансамбль). Слабое здоровье вынудило Пруньи на 10 лет отложить начало сольной карьеры: только с 1974 г. она интенсивно концертирует (преимущественно на родине) и много записывается. Гастролировала в странах Европы, в Канаде и Китае. В её репертуаре не только венские классики и романтики, но и французская и русская музыка начала XX века, а также произведения современных венгерских композиторов (Эмиля Петровича, Йожефа Шари, Иштвана Ланга, Мате Холлоша). Уникальна подготовленная ею программа из неизвестных фортепианных пьес венгерского романтизма после Листа.
С 1964 г. преподавала в Музыкальной академии Ференца Листа (доцент).
В общей сложности для лейблов Naxos и Hungaroton ею записано около 40 альбомов, бо́льшая часть которых, как соло, так и в ансамбле (с Новым Будапештским квартетом, Золтаном Кочишем и другими известными венгерскими музыкантами) посвящена редкому репертуару XIX—XX веков: среди записанных Илоной Пруньи композиторов — Фридрих Киль, Уильям Стерндейл Беннет, Фелисьен Давид, Кристиан Синдинг, Франц Бервальд, Курт Аттерберг, Леон Боэльман, Леопольд Годовский, Антон Аренский. Популярностью в Венгрии пользуются её «Времена года» П. И. Чайковского и два альбома фортепианной музыки Эрнё Донаньи. С 1988 года сотрудничает с гонконгской HNH International Ltd., в большинстве случаев как первый исполнитель неизвестных сочинений.

## Награды и признание
- почётная грамота международного конкурса Листа — Бартока (1961)
- Почётная грамота Министерства культуры (1985)
- Премия Венгрии за заслуги (1992)
- премия Министерства образования и культуры (1993)
- Артистическая премия (1993, 1997, 1999)
- премия Ференца Листа (1994)
- премия Бартока — Пастори (2011)